# Neta U
Neta U (哪吒U) ― електричний компактний кросовер, що випускається компанією Hozon Auto з 2020 року під брендом Neta (Nezha), китайської марки повністю електричних автомобілів, що виробляється Zhejiang Hezhong New Energy Automobile Company.

## Огляд
Hozon Auto представила Neta U під час Шанхайського автосалону у квітні 2019 року, він побудований на платформі Hozon Auto EPT2.0.
Спочатку Neta U був представлений як передсерійний концепт NETA U під час запуску і був змінений на Neta U у серпні 2018 року. Він надійшов у продаж наприкінці 2019 року.

Neta U працює від розташованого спереду електродвигуна потужністю 150 кінських сил (112 кВт) і 310 Н⋅м, з'єднаного з акумуляторною батареєю, здатною забезпечити запас ходу до 500 кілометрів.

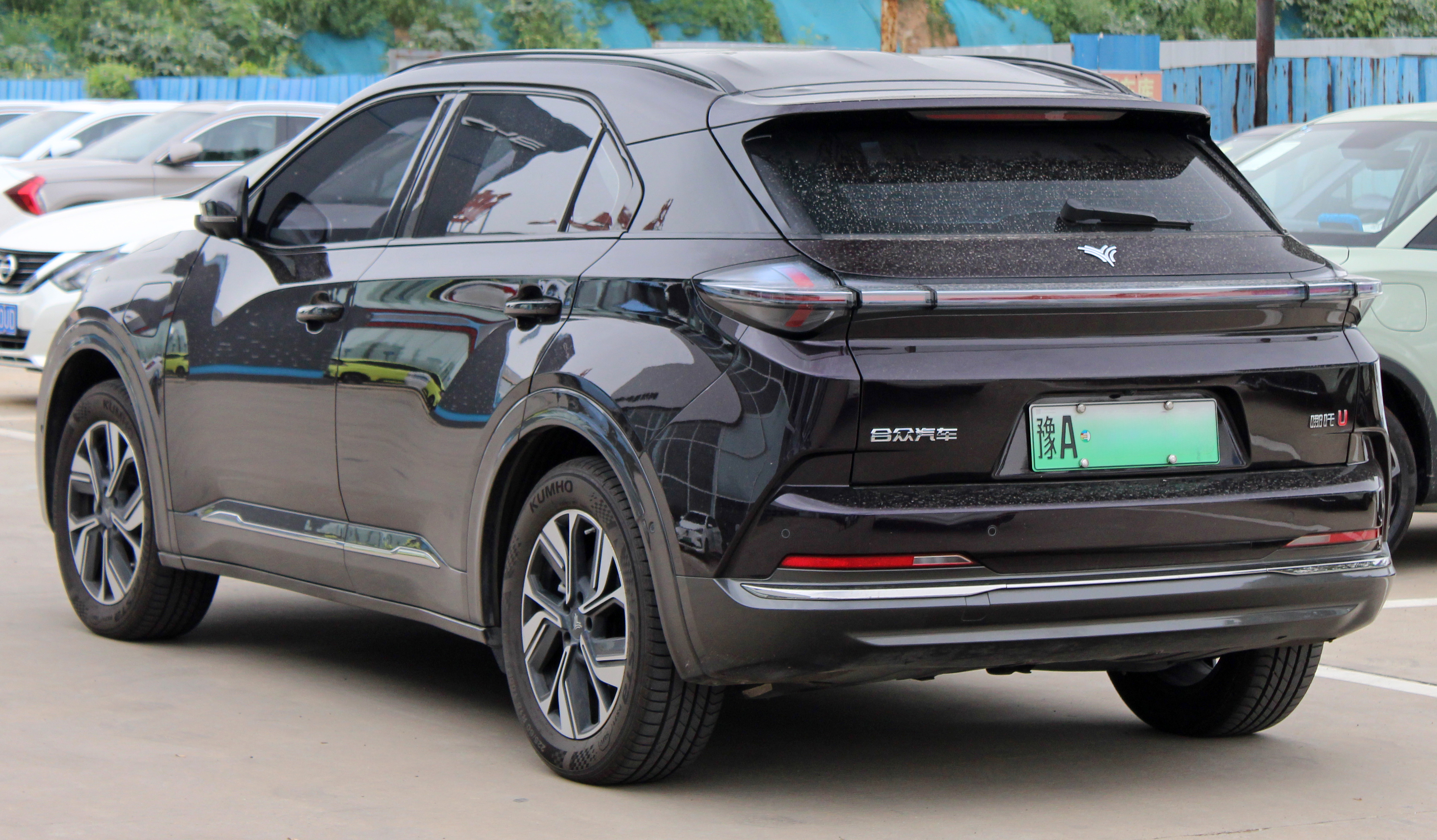
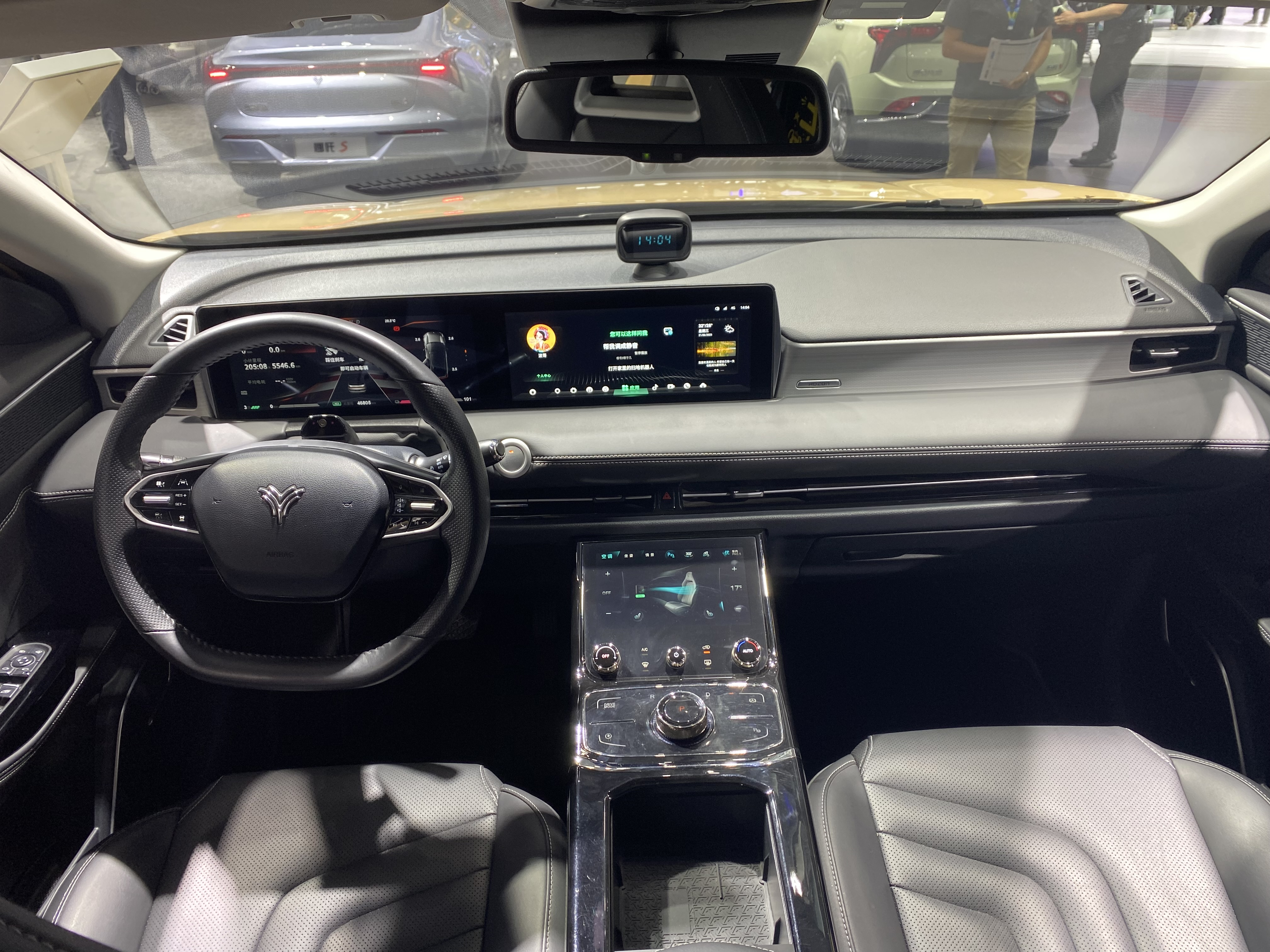
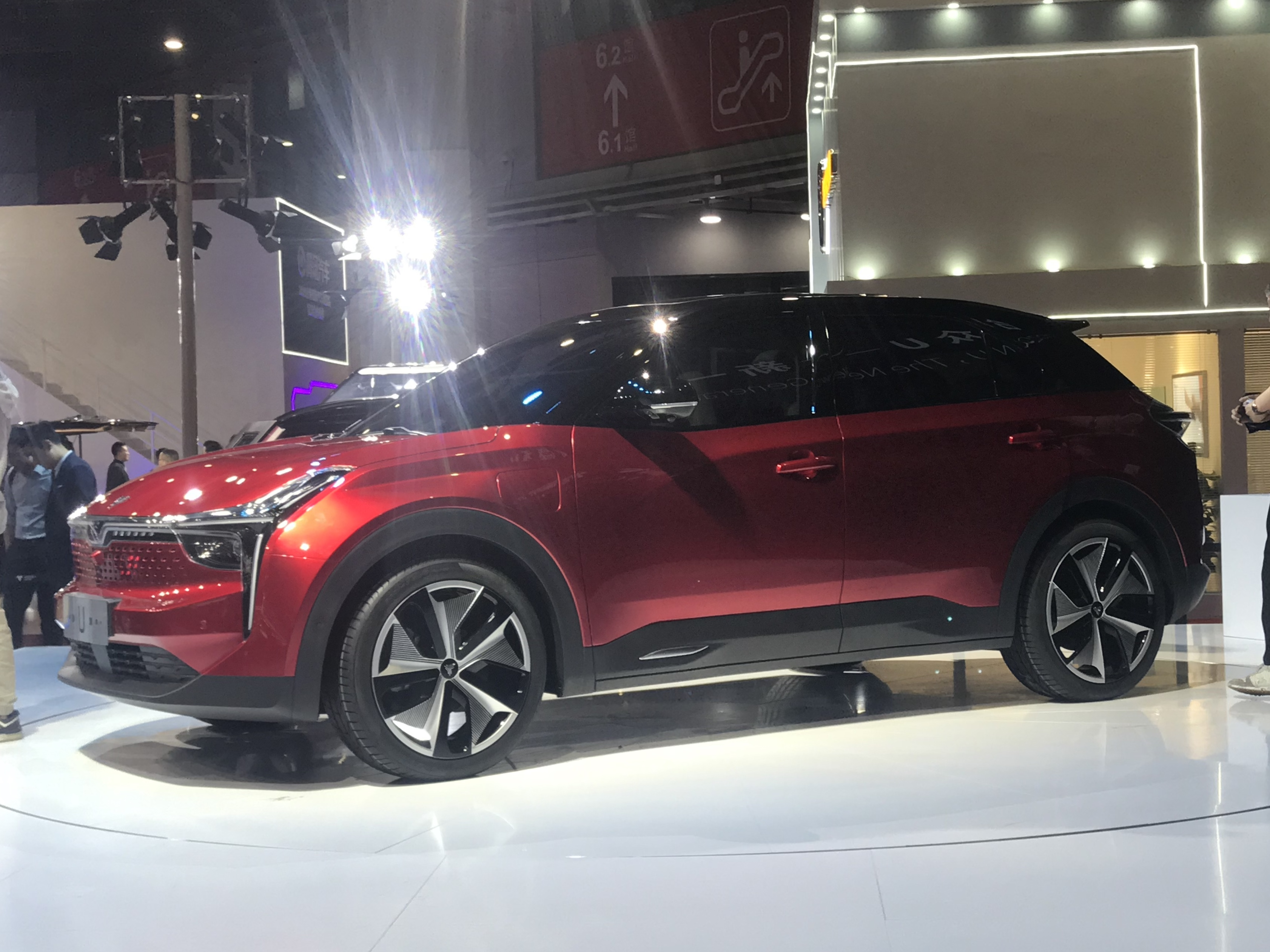
Концепт Neta U

## Neta U-Saloon
Neta U-saloon - це спеціальна версія Neta U, представлена в грудні 2020 року, призначена для використання в службах прокату автомобілів. Модель має 4-місну конфігурацію зі знятим переднім пасажирським сидінням, а інтер'єр включає регульовані задні сидіння, підставки для ніг задніх пасажирів, великий екран для проектора, бездротову зарядку для задніх сидінь, а також додаткові місця для зберігання та підсклянники. Представлений прототип також має зсувні двері, що відкриваються вперед. Модель пропонується в передньопривідному та повнопривідному варіантах, причому 2 передньопривідні моделі розвивають 204 кінські сили (152 кВт) і 310 Н⋅м, а повнопривідний варіант - 299 кінських сил (223 кВт) і 530 Н⋅м із запасом ходу 660 кілометрів. Модель стала доступна в Китаї у 2021 році.

## Neta X
Neta X спочатку планувалося продавати як Neta U Max. У 2023 році Neta U отримала фейсліфтинг-версію і зміну назви на Neta X. X приводиться в рух електродвигуном потужністю 120 кВт з максимальною швидкістю 150 км/год.

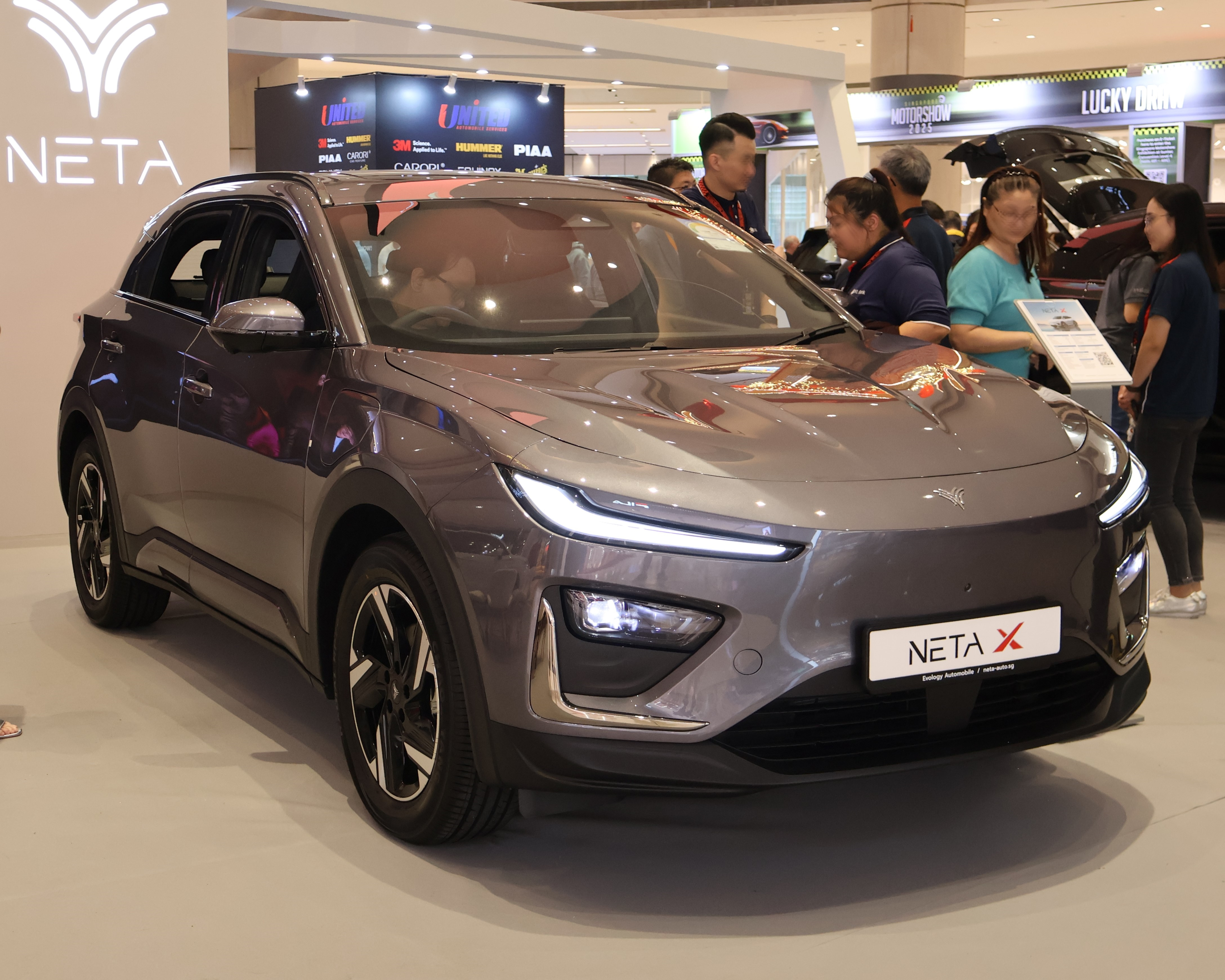
Neta X
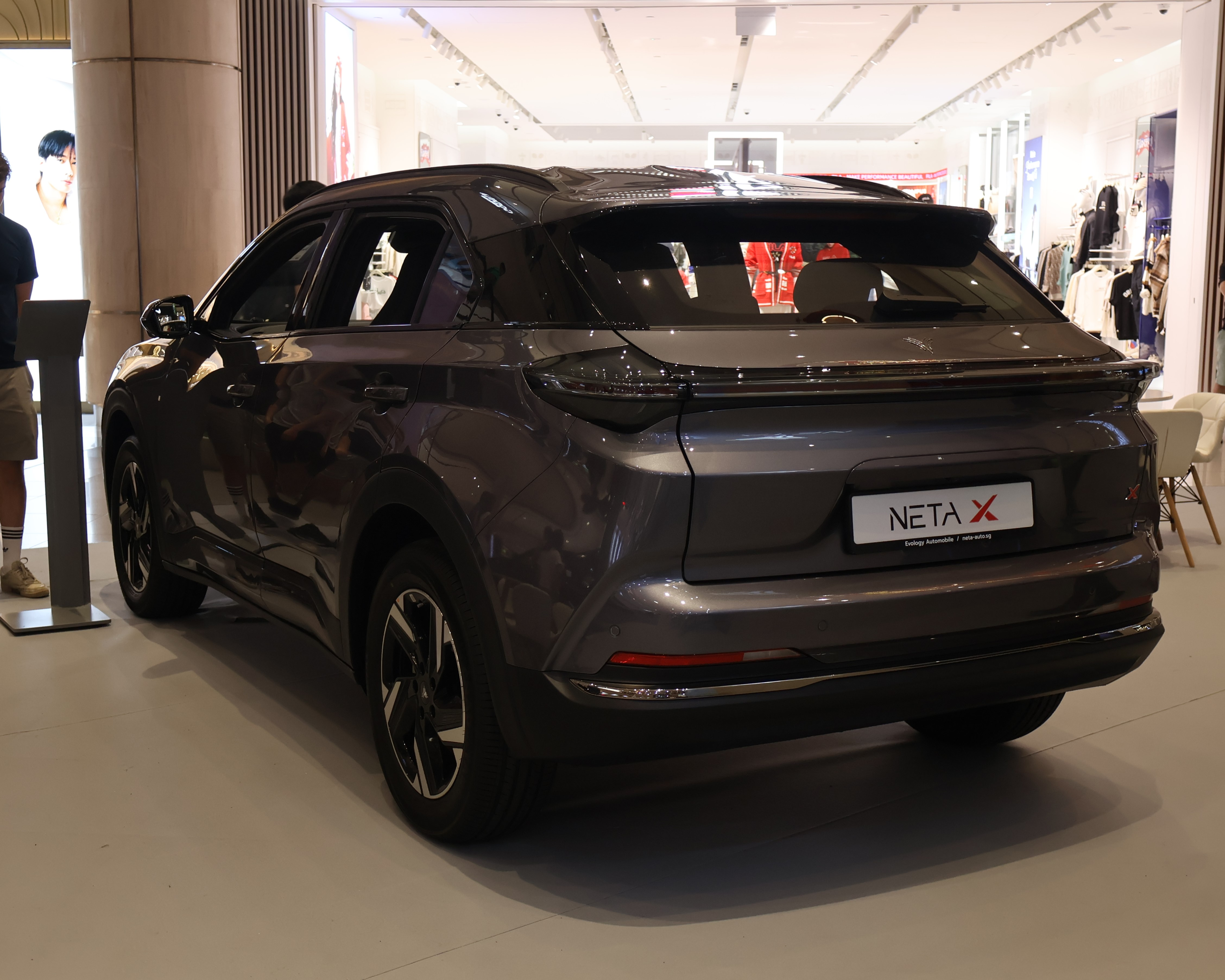